# الفن الغنائي الملحمي في القرون الوسطى

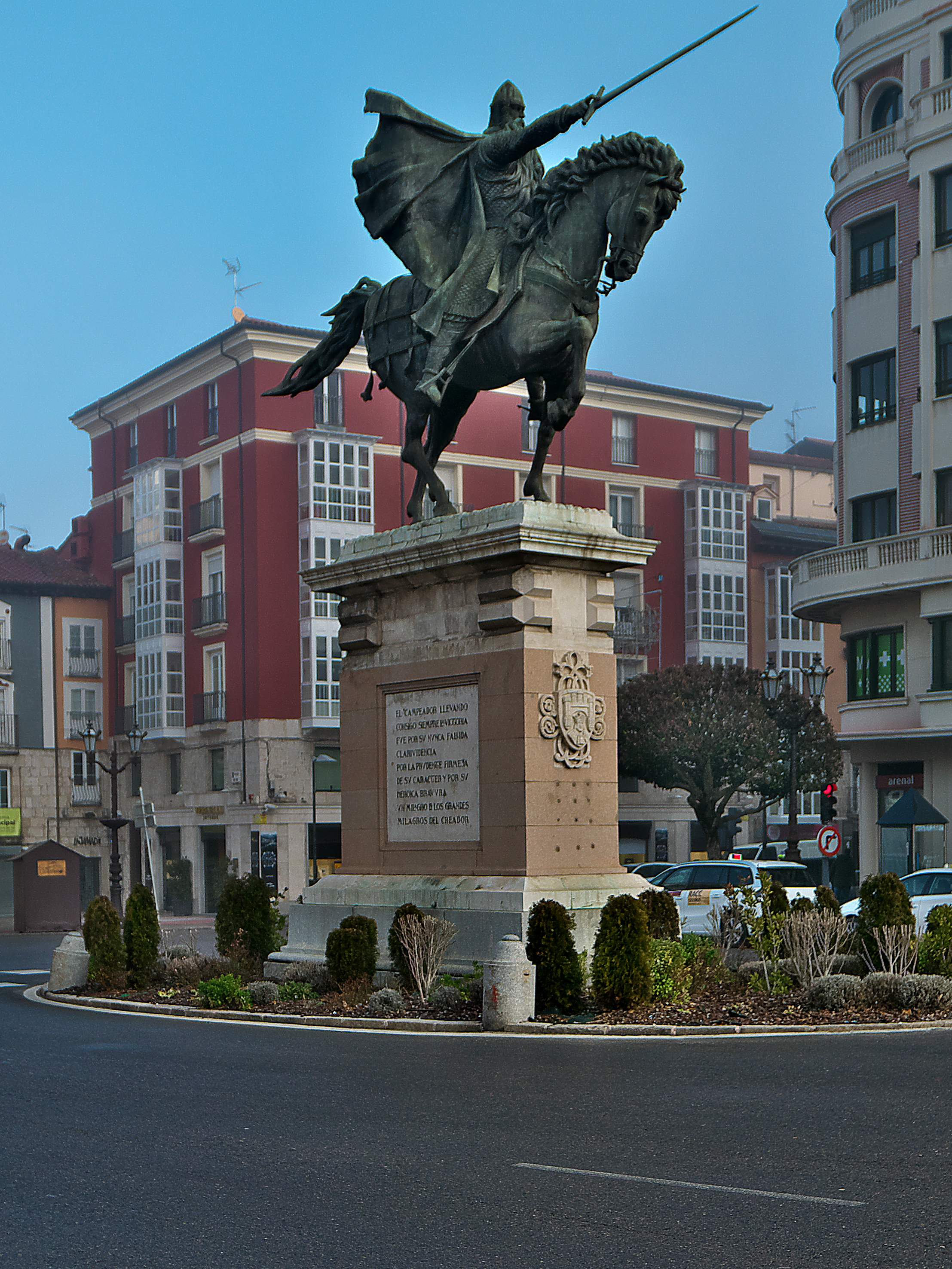

الفن الغنائي الملحمي هو سرد لقصص بطولية في شكل أبيات شعرية (ويقابله في النثر الملحمة). ويعد الاضطهاد للشرف هو العامل المشترك بين الروايات الملحمية وذلك عن طريق الخطر. وقد كان الفن الغنائي الملحمي الأوروبي في الأصل ملحمة يونانية لاتينية تم تجديدها، ولكن بنفس شكلها الأساسى. ويوجد فئتان من الفن الملحمي: الملحمة البطولية (وهي تقدم لعامة الشعب) والملحمة الثقافية (وكانت تكتب غالباً في العصور الوسطى باللغة اللاتينية).
وقد أكد مارتين دى ريكير على الشكل العالمى للملحمة: والذي يأتى من أصل واحد، ولكن الذي حدث هو ان تركيبه وتوزيعه يميل إلى إنتاج نتائج متطابقة.
وفقًا لكولينز فالملحمة، فن عالمى وفقًا للزمان والمكان، وتقريبًا لا يمكن تحديده ولكن يعطى بعض العناصر المكونة: بطل بهدف أو تركيبة مثالية، الذي يجب عليه تخطى سلسلة من العقبات، إتصال مع قوى إلهيه وأنشطة عسكرية وغالبًا مع الحج. كما يسلط الضوء ايضًا على نغمة مرتفعة، مثل الانتصار الدائم للعدل في الملحمة.

## الحفاظ على النص الملحمي في العصور الوسطى
تعد الأعمال المحفوظة في إسبانيا قليلة مقارنة بالأعمال المحفوظة في فرنسا، بالإضافة إلى عمل كانتار دى ميوسيد الشبه مكتمل (3000 بيت) والحفاظ على 101 بيت من كانتار دى رونتيسبايس، والعمل الذي تأخر في الوصول موثيداديس دى رودريجو، وقصيدة فرنان جونزاليز التي تم إعادة صياغتها بطريقة مثقفة وبعض القطع من لوس سيتى انفاتيس دى لارا.
ويوجد نوعان من المخطوطات: مخطوطات الراوي ومخطوطات المكتبة، وتوضح جودة هذه المخطوطات لماذا لم تصلنا أعمال ملحمية كثيرة مثل فرنسا، حيث يعطى المزيد من المخطوطات الموجودة بالمكتبة.
وغالبًا ما يتم نسخ مخطوطات المكتبة في فرنسا، حيث انه في إسبانيا يتم إلحاقهم بالوثائق التاريخية، حيث يرجح أن يكون ذلك بسبب إخلاصهم للتاريخ. في حين أن في فرنسا لا يفعلون ذلك، ولكن يكتفوا بهذا النوع من النسخ. ويوجد ايضًا سبب محتمل آخر وهو التغيير في تقنيات عملية النسخ.
مثال على دمج الوثائق الزمينة هي الإستوريا الإسبانية (أول وثيقة زمنية عامة)، وقد تم دمجهم بطريقتين: تلخيص شبه كامل ونص حول إلى نثر. ولم تتحول لا إستوريا إلى نثر ملحمي، ولكنه يخدم الإستورياس في شكل نثرى، والبعض يستند للشعر.

### مشكلة تكوين فن الملحمة في القرون الوسطى
يوجد عدة نظريات حول كيفية تشكيل فن الملحمة في العصور الوسطى:
1-أطروحة رومانسية: حيث تتكون الملحمة عن طريق خلط مجموعة بشكل عفوى.
2-نظرية الشعر الغنائي القصير: كانت الأغانى القصيرة رائدة للملاحم الواسعة، وقد تمتعت هذه النظرية بمكانة كبيرة حتى أوضح مانويل ميلا وفونتاناليس أن الرومانسيين هم الذين إنفصلوا عن الأغانى الملحمية.
3-نظرية فردية (جوزيف بيديير): يعتبر فن الملحمة من أعمال شعراء فرديين، الرواة هم الناطقون عن رجال الدين، وقد أصر بيديير على الفائدة الدعائية لهذه الأغانى (حقيقة أن الاقتباس عن راهب أو معلم يمكن أن يجذب الحجاج أو يضع حدود بدنية). ولكن يوجد قصائد ذات إلهام دنيوى، ويوجد دورات كاملة من دون إستلزام الرهبانية. كما إنتهى دماسو ألونسو من هذه النظرية بعد اكتشاف لا نوتا إيميليانينسى، وهي عبارة عن قصة قصيرة رونثيسبايس متبوعين بخطوط عامة، لاتشانسون، ولكن بطريق أقدم بثلاثين إلى خمسين عام (1,054-76). وقد أثبت انتشار موضوع الملحمة من قبل رول دان قبل الأغانى الملحمية المعروفة، أي إنها نشاط ملحمي بطئ.
4-نظرية التجديد (منندينيث بدال): وهنا يعطى أهمية كبيرة لقوى الشعب. أسند بطء عملية التطور إلى فن الملحمة وعدد من النصوص الضائعة (وفقًا لذلك لايمكن أن تكون الكانتار أو لاتشانسون نصوص أولى لمدى كمالهم) وقد أكد أن الكاتب ليس لديه مثل هذا الوعى، كما هو مبين من قبل، خفاء الهوية، التي تدمج مع المجتمع، إعادة صياغة ثابتة (وهي التي أسماها ميلا بارينتيس أو المتغيرات)، فأصبح هذا أمر ثابت في أدب العصور الوسطى. وقد عاش فن الملحمة الأسبانى عدة قرون في تنوع ثابت وفي حالة بطيئة (كما أوضح لنا ألونسو بعدما سلط الضوء على لانوتا إميليانينسى). نرى القصائد القصيرة (من 500 ل600 بيت) مثل جراثيم الأغانى الملحمية الكبيرة: تم مدهم من أجل إعادة الصياغة وليس من أجل اللصق.
5-نظرية شفوية: أسند التكوين الشفوى للقصيدة وثبات إعادة خلقها. ولكن، لاتعلم أين يمكن أن تطبق القصيدة الغنائية العربية. وتعرف بوجود نصوص انتقالية، بين الأسلوب الشفهى والمكتوب وقد تحدث آلن ديرموند على التأثير العميق في الأسلوب والتقنية والمحتوى الشفهى (ونرى أن هذا ليس فقط في الكانتار دى ميوسيد ولكن ايضًا في خيل بيثينتى أو في دون خوان مانويل). وقد سلط ديرموند الضوء على التفاعل المعقد بين عناصر المثقف والراوى.

#### مشاكل أصول فن الملحمة القشتالية
1-النظرية اللاتينية: تأتى الملحمة القشتالية من الملحمة اللاتينية عن طريق فن الملحمة اللاتينية العامى (مما يؤكد وجود آثارلاتينية في فترة الرومانسية).
2-النظرية الفرنسية: وفقًا للمدافعين عن هذه النظرية، تندرج الملحمة القشتالية من الملحمة الفرنسية، حيث كانت فرنسا هي مركز الحياة الأدبية في العصور الوسطى. وقد أكد ميلا ومينينديز. وقد إعترف بيدال بتأثير الملحمة الفرنسية في بداية القرن الثانى عشر على الرغم من حالتها الثابتة عندما كانت تتكون الملحمة.
3-النظرية الألمانية: تعتبر الملحمة القشتالية تراث للشعوب الألمانية التي كانت تتغنى بأشعار ملحمية تنشر أفعالها. كما في عهد تاثيتو. ولكن قد مضى وقت طويل بين هيمنة القوط وأوائل الأعمال الملحمية، لذلك فمن الصعب الأخذ بهذه النظرية.
4-النظرية العربية: ولقد حمل التأثير العربى المسئولية على عاتقه، الذي يقوم على الملحمة الأندلسية. وفقًا لماركوس مارتين فقد تأثر القوط باللاتينية ومع وصول العرب تم إسترجاع الملحمة الغنائية (حيث إعترف هذا الكاتب بهذا التأثير الثلاثى: العربى، اللاتيني والألمانى).
5-وفقًا لدرموند فإن أصل الملحمة الغنائية قد كان في عصر بطولى، الذي من الممكن أن يكون:
الغزو الألمانى (أثناء عبور البيرينيون).
عملية الإسترداد الأولى (ولكن لا يوجد دليل يثبت هذه).
استقلال قشتالا (وهنا يوجد شهادات لتثبتها).
حياة السيد.

##### خصائص الملحمة الغنائية الإسبانية
ولقد أعطى منينديز بيدال خصائص تدعم أطروحته التجديدية ويتحدث عن عدم الانتظام الثابت والسجع في الأبيات، التي ليست نموذجية فقط في الملحمة الغنائية القشتالية ولكن ايضًا مشتركة في الشعر الأنجلو نورمان وشمال الإيطالية، ولكن أمام الانتظام والساكن الفرنسى.
وايضًا تحدث عن الحيوية الهائلة والقدرة على التجدد. وقد قدم بيدال ميزة أساسية أخرى وهي الواقعية (وقد قيل أن بيدال يبالغ دائما في هذا الجانب):
التاريخية (تناسبها أكثر الملحمة الفرنسية).
الواقعية من الحياة اليومية (وهو الالتفات للحياة اليومية).
واقعية الأرواح (روح الديموقراطية لأن الإقطاعية ليست قوية في إسبانيا).
وفقًا لكولينز فإن مشكلة الفاريسمو مشكلة ثانوية.وعلى الرغم من أن الملحمة الغنائية لها جذور على أرض تاريخية، لم تكن مسئولية الشاعر حفظ التاريخ. وتعطى التاريخية والواقعية لمحاولة احتمال.

###### البطولات القشتالية: مواضيع، دورات والتسلسل الزمنى
ينقسموا إلى أربعة مراحل:
1-تدريب (منذ البداية – بعد القرن العاشر حتى عام 1140) كان يوجد غنائيين غالبًا بشكل مختصر. ويوجد من تابع الاعتقاد بأن هناك دورة حول الغزو العربى وبدايات حرب الإسترداد. ودورات هذه المرحلة هي:
1-دون رودريجو: خسارة إسبانيا، الفتح الإسلامى.
2-الكوند فرنان جونزاليز: أصله من قشتالا. إنها دورة دعائية (دير سان بيدرو دى أرلانزا) وضع الملحمة تحت الملحمة الدينية. ولديها مصادر مثقفة ويقطر وطنية قوية.
3-دورة البطل القشتالى (السيد).
4-دورة كارولينجو (منسوب إلى ملك أسبانى): وليست هذه الفترة البطولية، والغنائيين الكارولينجو بالإضافة إلى المعاكسين لهذا التيار هم الذين يتبعون الحقائق والذين يرجعون إليها. والمحور الأساسى لدورة كارولينجو هو الإمبراطور كارولينجو وفرسانه.
وواحد من الأعمال التي تشكل جزء من هذه الفترة هو الكانتار دى رولدن، وهي عبارة عن قصيدة مجهولة تحكى عن الهزيمة التاريخية للفارس رولدن في رونثيسبايس أمام العرب عام 778.
```
2- الإزدهار (من 1140 حتى 
1236
): وقد كسب الغنائيون الملحميون في الكمال والطول، فقد رصدت التأثير الفرنسى (من خلال طريق الحج). وكانت هذه بعض النصوص المحافظة:
```

• ميوسيد
• رونيسبايس (101 بيت)
• دورات أخرى
• دورة بريتون أو آرثر
حيث يتركزوا في مغامرات فرسان البلاط الملكى للملك أرتورو. ينتموا إلى هذه الدورة، بحث سانتو جريال، حب تريستان ألسولدا، المائدة المستديرة، الساحر مارلين، خينيبرا ولانثاروتى.
وكان أحد كتاب القرن الثانى عشر الذين تناولوا هذه المغامرات، هو تشيرتن دى ترويس. وقد كتب برثيبال أو قصة جريال، التي سرد بها قصة الفارس برثيبال.
برناندو دل كارديو: رد فعل الوطنيين ضد اشعار كتاب الكارولينجوس ويمكن أن يكون لها أساس حقيقى. 3- تحويل الشعر إلى النثر في الوثائق الزمينة (1236 حتى منتصف القرن الرابع عشر): يوجد تنقيح مستمر للأشعار وتكييف للأعمال البطولية الفرنسية.
4- هبوط (من منتصف القرن الرابع عشر حتى منتصف القرن الخامس عشر): تفخيم للملحمة. وقد أعطى مدخل إلى العناصر الخالية أو الأسطورية: تأثير درامى، تمجيد غير منظم للبطل. قد تجزأت الأشعار الطويلة وسلط الضوء على النصوص المحافظة الخاصة بشباب رودريجو.

##### أغانى أخرى للقصص البطولية الإسبانية
وتضمن ايضًا اثنان بخصوصيات كثيرة:
قصيدة ألفونسو أونثينو: حيث تشترك خصائص ملاحم الرواة وملاحم رجال الدين، وكانت تتألف على الأرجح من قبل رودريجو يانيز.
كانتار دى لاكامبانو دى اويسكا: ملحمة أرجونية.

###### أسلوب كتابة الملاحم
أسلوبيًا، تتميز الملاحم باستخدام أسلوب الحكى. حيث يريد الراوة أن يشعر المستمعين بالأحداث كما كانت تتطور وقت حدوثها، ولذلك فقد استخدم أساليب متنوعة:
حيث استخدم أشكال الفعل الماضى.
تنويع ثابت في منظور الوقت.
استخدام أسلوب أو خطاب مباشر من أجل التحدث مع الأشخاص.
عرض الأحداث وردود الفعل النفسية للأشخاص عن طريق وصف الأحداث ولفتات مرئية للجمهور في شكل سلسلة مشاهد خيالية.
بدأ الحكى بعقدة بطريقة دقيقة لتعطى علم مسبق للقصة والأشخاص من قبل الجمهور.
علاوة على ذلك، فإن الشفاهيه تفرض على كل بيت أن يتمتع بحكم ذاتى. وهناك التكرار المستمر في الصيغ السردية، خاصة بالنسبة إلى موضوعات معينة في الملحمة: وصف بطل الرواية، وصف المعارك، إلخ...

##### المقاييس
وتنتظم الملاحم في بعض الأحيان في شكل مقاطع شعرية، ففى المعتاد أن تظهر في شكل لفتات مهيكلة أو سلسلة من الأبيات بين 12 حتى 16 مقطع، التي تتشارك في نفس القافية الساكنة، وعادة تشكل وحدة موضوعية أو حدث، وفي بعض الأحيان يظهر البيت مقسم حتى منتصفه (بعد المقطع السابع أو الثامن) وهذا يسمى بالتفعيل. وتعتمد الملحمة القشتالية على القافية بشكل كبير، أكثر مما كانت عليه في المقاطع ومن هنا تتميز بعد تساوى المقاطع.